# Elmer McCollum
Elmer Verner McCollum (Fort Scott, Kansas, 3 de março de 1879 — Baltimore, 15 de novembro de 1967) foi um bioquímico estadunidense.

## Vida e obra
McCollum estudou na Universidade do Kansas e obteve um doutorado na Universidade Yale. Trabalhou na Universidade do Wisconsin-Madison. A partir de 1917 foi professor da Universidade Johns Hopkins.
Descobriu diversas vitaminas, dentre elas a vitamina D e, em colaboração com Marguerite Davis, descobriu em 1913 a tiamina (vitamina B1) e o retinol (vitamina A1).
Introduziu a nomenclatura das vitaminas com caracteres maiúsculos do alfabeto em 1916.

## Publicações
- E. V. McCollum und M. Davis: The necessity of certain lipins in the diet during growth. In: Journal of Biological Chemistry. Band 15, 1913, S. 167–175.
- E. V. McCollum und C. Kennedy: The dietary factors operating in the production of polyneuritis. In: Journal of Biological Chemistry. Band 24, 1916, S. 491–502.
- E. V. McCollum, N. Simmonds, J. E. Becker und P. G. Shipley: Studies on experimental rickets. XXI. An experimental demonstration of the existence of a vitamin which promotes calcium deposition. Journal of Biological Chemistry. Band 53, 1922, S. 293–312.
- A History of Nutrition: The Sequence of Ideas in Nutrition Investigations. Houghton Mifflin, Boston 1957.
- From Kansas Farm Boy to Scientist. University of Kansas Press, Lawrence 1964.